# Chobits
Chobits (Nhật: ちょびっツ Hepburn: Chobittsu) là series manga được viết và minh họa bởi nhóm mangaka Nhật Bản Clamp. Bộ truyện được đăng dài kỳ trên tạp chí seinen manga Weekly Young Magazine của Kodansha từ tháng 9 năm 2000 đến tháng 10 năm 2002 và các chương được gom lại thành tám tập tankōbon.
Chobits được chuyển thể thành series anime truyền hình dài 26 tập được phát sóng trên TBS từ tháng 4 năm 2002 đến tháng 9 cùng năm. Ngoài ra hai trò chơi điện tử được sản xuất đồng thời nhiều tác phẩm nhượng quyền khác như figure, thẻ bài, lịch và artbook dựa trên bộ truyện.
Bộ truyện xoay quanh nhân vật Motosuwa Hideki, một sinh viên đại học tìm thấy persocom (パソコン PasoKon) bị bỏ đi, hay máy tính cá nhân (パーソナルコンピュータ pāsonaru konpyūta) có hình dạng nhân hóa người. Cậu đặt tên cho nó là "Chi" vì đó là từ ban đầu nó có thể nói. Khi câu chuyện tiến triển, họ cùng nhau khám phá bí ẩn về nguồn gốc của Chi và đặt câu hỏi mối quan hệ giữa con người và máy tính. Bộ manga được đặt cùng vũ trụ với Angelic Layer, lấy bối cảnh vài năm sau các sự kiện của bộ truyện đó; tương tự như Angelic Layer, bộ truyện khám phá mối quan hệ giữa con người với thiết bị điện tử có hình dáng giống người. Cốt truyện của Chobits phân nhánh và giao thoa tạo thành nhiều câu chuyện khác theo những cách khác nhau, chẳng hạn như Tsubasa: Reservoir Chronicle, xxxHolic và Kobato.

## Thông tin

### Manga
Chobits (ちょびっツ Chobittsu), là một manga do nhóm CLAMP sáng tác, được phát hành trên tạp chí cho giới trẻ Kodansha ở Nhật từ tháng 2/2001 cho tới tháng 11/2002. Clamp thường sử dụng lại những nhân vật trong những bộ truyện của họ. Chobits là sự thử nghiệm của họ ở thể loại seinen.
Manga gồm có 88 chương hợp thành 8 tập, được TOKYOPOP dịch sang tiếng Anh. Bản dịch của TOKYOPOP được công ty giải trí Madman đưa đến Úc. Bản dịch tiếng Trung được COMICWORLD.COM xuất bản với bản quyền chính thức của Hồng Kông. Ở Singapore, bản tiếng Trung được Chuangyi xuất bản.

### Anime
Bộ anime gồm 26 tập và được trình chiếu ở Nhật Bản, Đông Á và Đông Nam Á qua kênh truyền hình Animax và hệ thống phát thanh truyền hình Tokyo. Tập 9, 18 và 27 nữa được xem như một phần tóm tắt lại những diễn biến đã xảy ra, và được đánh số lại cho phiên bản DVD: ở bản DVD không đánh theo số thứ tự mà các tập đó sẽ trở thành 8.5, 16.5 và 26.5 làm cho bộ anime chỉ còn lại 24 tập. Phim do Morio Asaka đạo diễn.

## Cốt truyện
Câu chuyện xoay quanh cuộc sống của anh chàng Hideki Motosuwa, một anh chàng trượt đại học và đang học luyện thi tại Seki ở Tokyo. Vốn là một chàng trai thật thà và khiêm tốn lớn lên ở nông trang, anh có rất ít kinh nghiệm với phụ nữ. Bên cạnh một người bạn gái thì điều mà anh ta mong muốn đã lâu chính là có được một persocom. Persocom là từ chỉ chung những người máy mang hình dáng con người thường  được sử dụng như một loại máy tính cá nhân. Hideki sớm nhận thấy rằng persocom rất phổ biến trong thành phố và chúng có rất nhiều tiện ích, tuy nhiên persocom thực sự quá đắt trong khi Hideki thì chẳng có xu nào, anh ước gì nhặt được một persocom bên lề đường.
Không ngờ chẳng bao lâu sau đó, điều anh nghĩ đã xảy ra: trong khi đang trên đường từ tiệm thực phẩm về nhà, Hideki vấp phải một persocom có hình dạng một cô gái xinh đẹp với mái tóc dài màu vàng kim, người quấn băng dính trắng và nằm trên một đống rác. Ban đầu Hideki ngỡ rằng đó là một xác chết nhưng sau đó, anh nhận ra đó là một persocom. Tuy nhìn khá mảnh mai nhưng cô bé rất nặng và Hideki phải rất khó khăn mới đưa được cô bé về nhà mình Sau đó phải mất rất nhiều thời gian, Hideki mới biết cách khởi động cô bé, và khi tỉnh dậy, từ đầu tiên cô có thể nói là chii và vì thế, Hideki đặt cho cô bé cái tên là Chii (trong tiếng nhật có nghĩa là bé nhỏ).
Hideki tìm được một cuốn sách nói về persocom và làm theo những chỉ dẫn cơ bản để tìm xem Chii có được cài đặt dữ liệu hay không, tuy nhiên cuối cùng Hideki vẫn phải nhờ đến sự giúp đỡ của người bạn cùng lớp, Shinbo. Shinbo kết nối persocom xách tay của cậu ta, Plum với Chii nhằm kiểm tra dữ liệu của Chii, tuy nhiên họ không thể tim ra được những thông tin ở bên trong và Shinbo nghĩ rằng Chii chắc chắn phải là persocom tự làm, không theo dây chuyền sản xuất thông thường.
Shinbo đã giới thiệu với Hideki một người bạn quen trên mạng BBS (hệ thống bảng tin), có tên là Minoru Kokubunji (nickname là M). Minoru đã sử dụng 4 persocom được sáng tạo là những người phục vụ và Yuzuki, một persocom được xây dựng trên hình ảnh người chị đã mất của cậu nhưng tất cả đều chịu thua trước hệ thống bảo mật của Chii. Điều này đã làm cho Minoru nhớ đến Chobits, một hệ thống persocom huyền thoại, có suy nghĩ độc lập theo chương trình và cảm xúc y hệt như con người. Dù vậy Minoru vẫn nhắc nhở Hideki rằng đó chỉ là chuyện ảo tưởng và hệ thống máy tính đó không thể nào tồn tại trong thực tế. Tuy không tìm thấy dữ liệu của Chii nhưng họ khám phá ra là khả năng tự học của Chii rất tốt. Minoru cũng hứa sẽ đưa thông tin về Chii lên mạng BBS và báo ngay cho Hideki nếu có tin gì đặc biệt.
Hideki bắt đầu dạy cho Chii cách gọi tên đồ vật và cách nói chuyện, ứng xử trong cuộc sống. Hibiya, người chủ nhà của Hideki cũng rất quan tâm đến cô bé và còn cho Chii quần áo -những thứ Hideki không đủ tiền mua cho Chii. Chii học thêm nhiều điều và bắt đầu có những suy nghĩ có chiều sâu. Chii đặc biệt thích đọc một cuốn truyện tranh "Thị trấn không người", nói về một cô gái đi tìm "người chỉ dành cho mình", và Chii cũng muốn tìm ra một "người chỉ dành cho mình".

## Chủ đề
Ngoài những chi tiết hài hước, Chobits đã giải quyết được hai mặt liên quan của một vấn đề. Mà vấn đề nổi trội là mối quan hệ giữa con người và Persocom. Dù bộ truyện nhấn mạnh ý tưởng rằng persocom cũng biết yêu, nhưng những quan điểm mà bộ truyện muốn truyền tải vẫn có thể được đưa ra theo nhiều cách khác.
"Watashi" (đại từ nhân xưng trong tiếng Nhật), là một nhân vật được vẽ bởi "Chitose Hibiya" trong cuốn sách tranh Thành phố không người, được tác giả dùng để đưa ra quan niệm về sự hồi đáp của tình yêu đối với Chii và làm sáng tỏ những vấn đề về mối quan hệ giữa con người và Persocom. Cuốn sách tranh được xây dựng trên một thực tế rằng chính vì những persocom có thể được chương trình hóa để mô phỏng những ứng xử con người, con người sẽ có thể có những mối quan hệ không chỉ là giữa người với người nữa, dẫn đến những vấn đề hiển nhiên như không có khả năng sinh con cái.
Loạt giải quyết những vấn đề và những lý tưởng về sự trinh bạch, và sự giao tiếp mang tính giới tính mà Chii có khả năng (trong manga), vì đó là cách khởi động bộ máy trong cô. Vì vậy cô chỉ có thể giao phó thân thể tới người nào đó có thể chăm sóc và mang lại hạnh phúc cho mình. Vị trí nút khởi động của cô được thêm vào sau cái chết của Freya, sau khi người sáng chế đã tạo cho cô những khả năng đặc biệt. Nhằm mục đích đảm bảo cho mọi persocom của mình sẽ tìm được hạnh phúc, ông đặt vị trí của nút khởi động để chắc rằng nhân cách của cô chỉ có thể phát triển khi cô yêu mà không có sức ép của quạn hệ giới tính.
Ý tưởng về tình yêu, như khi một khái niệm chủ chốt của loạt truyện trong bối cảnh Thành phố không người. Điều này liên quan việc tìm kiếm và chờ đợi người bạn đời, bắt nguồn từ câu chuyện của Freya: cô đã yêu người tạo ra mình, và cuối cùng muốn sự chết vì đau khổ. Ý tưởng về tình yêu này là cơ sở dẫn Chi đi trên con đường tìm kiếm "một người chỉ riêng mình". Chii có mối liên hệ với 2 chị gái của mình, hiện thân là Freya, Atashi. Trong khi đó, 2 chị gái của cô có mối liên với Freya.